# Національний парк Улудаг
Національний парк Улудаг (тур. Uludag Milli Parki; тур. Uludag National Park) розташований на однойменній горі в ілі Бурса (Туреччина). Заснований Національний парк Улудаг в 1961 р.
Гора Улудаг — це найвища гора Мармурового регіону, де Європа зустрічається з Азією. Гірський масив складається з довгого утворення в 40 км завдовжки і 15 км завширшки. Найвища точка Картальтепе (тур. Kartaltepe — буквально «Гора орла») — 2543 м.
У першу чергу Національний парк Улудаг відомий як один з найпопулярніших центрів зимового спорту в Туреччині. У період з грудня по травень гора Улудаг покрита снігом, чим притягує до себе величезну кількість любителів зимових лиж. На його схилах організований найбільший в Туреччині гірськолижний курорт Отеллер. Гірськолижна зона катання розташована на висоті 1700–2200 м. Шар снігу іноді досягає 4 м товщини. У регіоні є 14 лижних спусків загальною протяжністю 16 км і найдовшим спуском в 3 км. Майже кожен місцевий готель має свій власний під'йомник. До Національного парку можна дістатися як по шосе, так і по канатній дорозі.
Національний парк Улудаг є одним з місць з рідкісними умовами для рослинного багатства, що виділяються географічними особливостями і незвичайною красою. На схилах гори, на різних висотах крім різновидів ялин і сосен були виявлені такі рідкісні види дерев та чагарників як лавр, маквіс, філірея, суничне дерево, грецький дуб, кизил, терпентинне дерево, мушмула німецька, живокіст аптечний, метільник ситниковий, ялиця Нордмана, верба козяча та ін.
Ліси з таких рослин створили сприятливе середовище проживання для багатьох видів ссавців і птахів. На території парку водяться ведмеді, вовки, шакали, лисиці, козулі. У цих краях живе понад 90 видів птахів, з яких більше 20 видів це хижі. Зустрічаються види птахів, які мають різні захисні статуси від світових природоохоронних організацій: бородач, орел-змієїд, яструб-тетерев'ятник, чорна катарта, малий підорлик, сапсан, короткопала піщуха, шишкар і жовтоголовий корольок.
Особливий інтерес представляють два плато — Саріалан (тур. Sarialan) і Кіразлі (тур. Kirazli), розташовані на північному схилы гори національного парку, рясно вкриті квітами і являють найбільший інтерес для ботаніків.
Серед любителів природи, трекінгу, гірського туризму і зимових лиж парк здобув популярність на весь світ. Середньорічна кількість відвідувачів становить близько 700000 чоловік.

## Ресурси Інтернету
- Вікісховище має мультимедійні дані за темою: Національний парк Улудаг
- Slope & Lift Informations of Uludağ
- Uludağ Photographs
- Uludağ Ski Center Plan
- All About Turkey
- «Uludag Tepe» on Peakbagger

## Фотогалерея парку

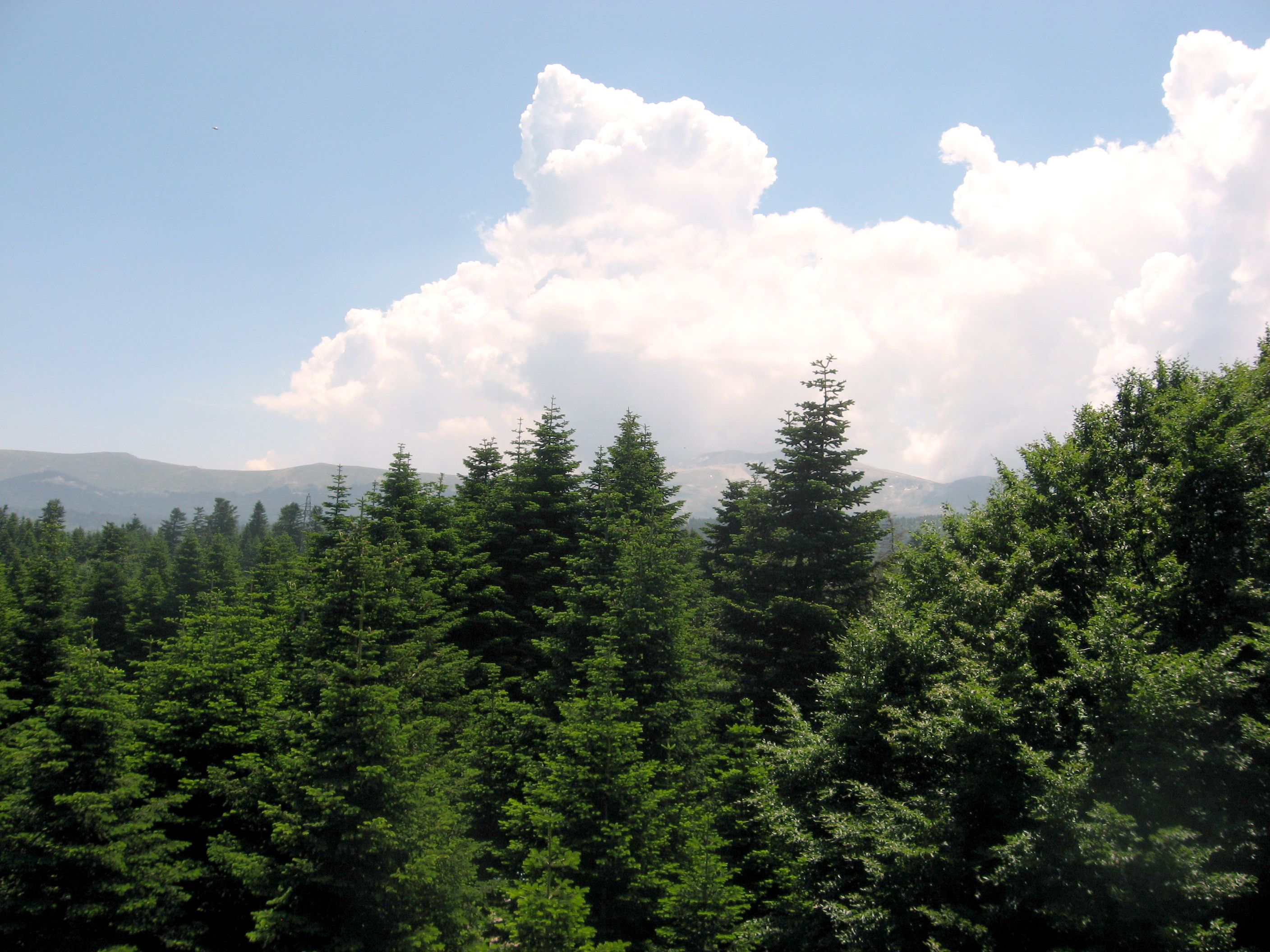
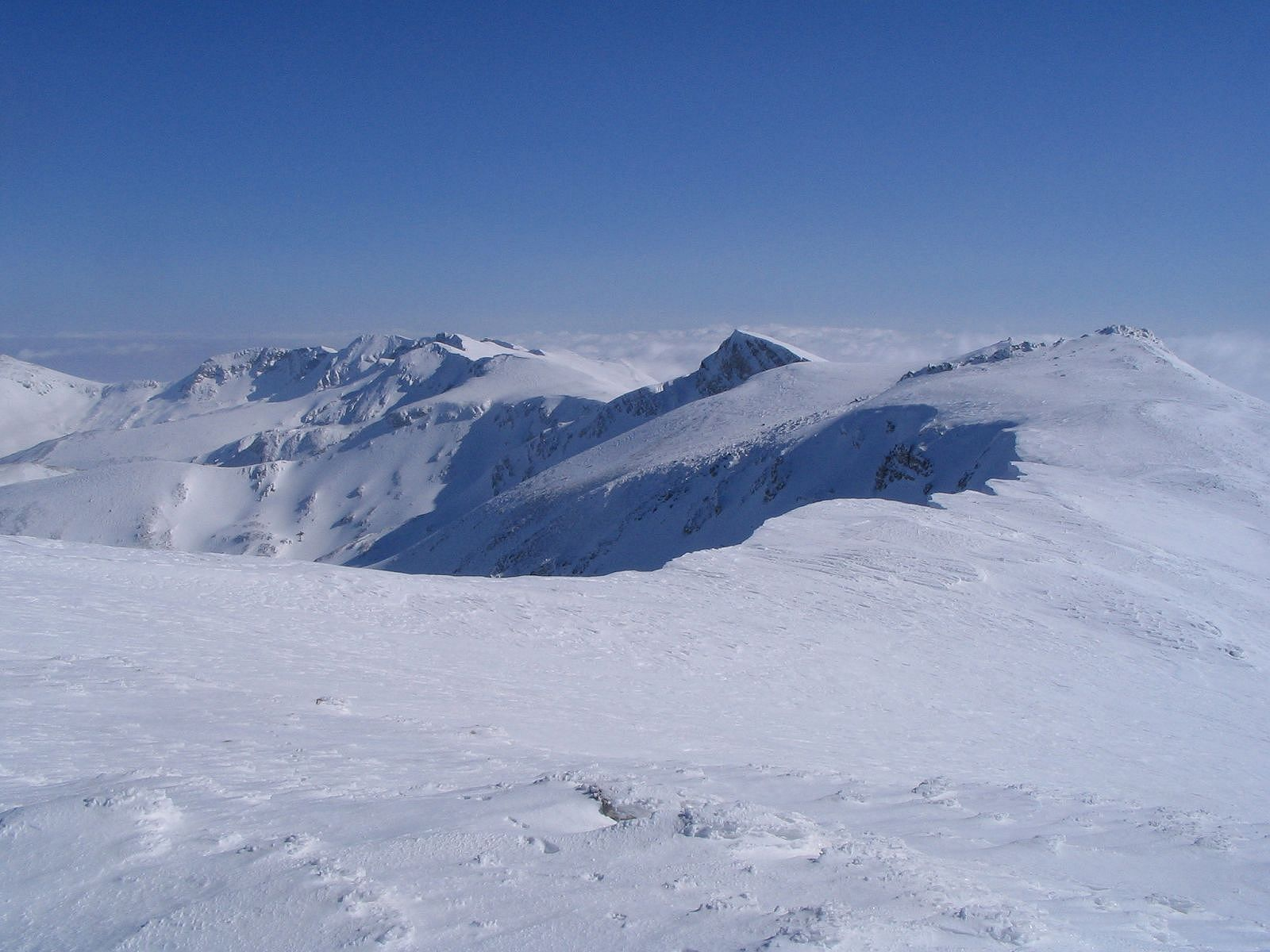
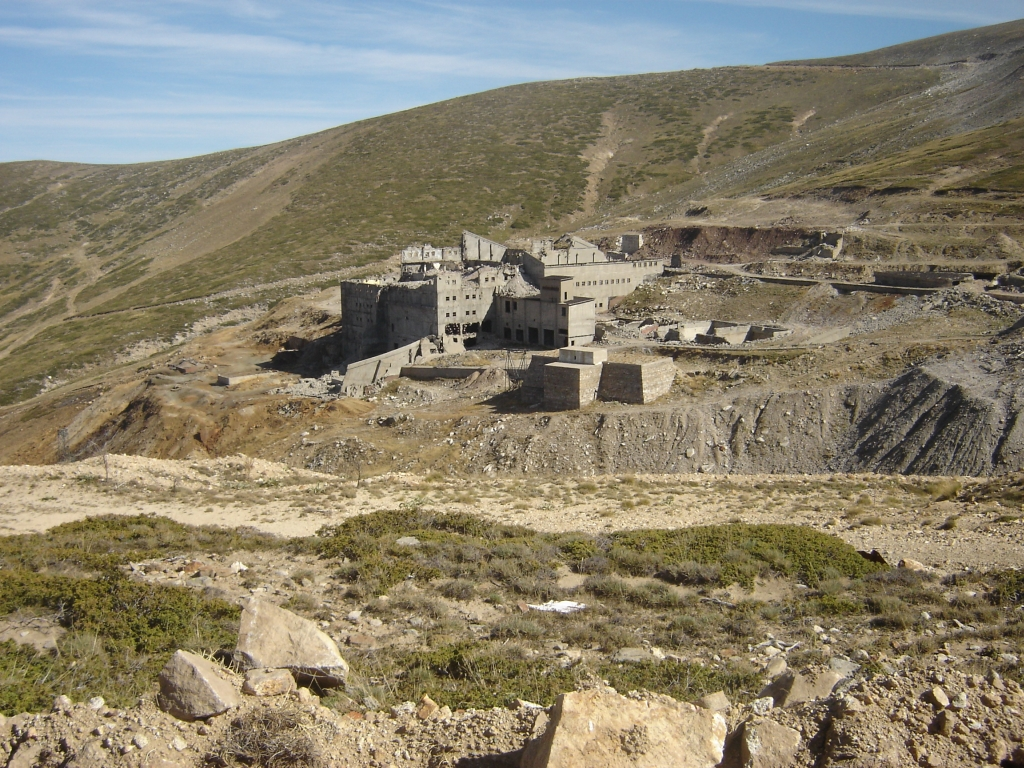
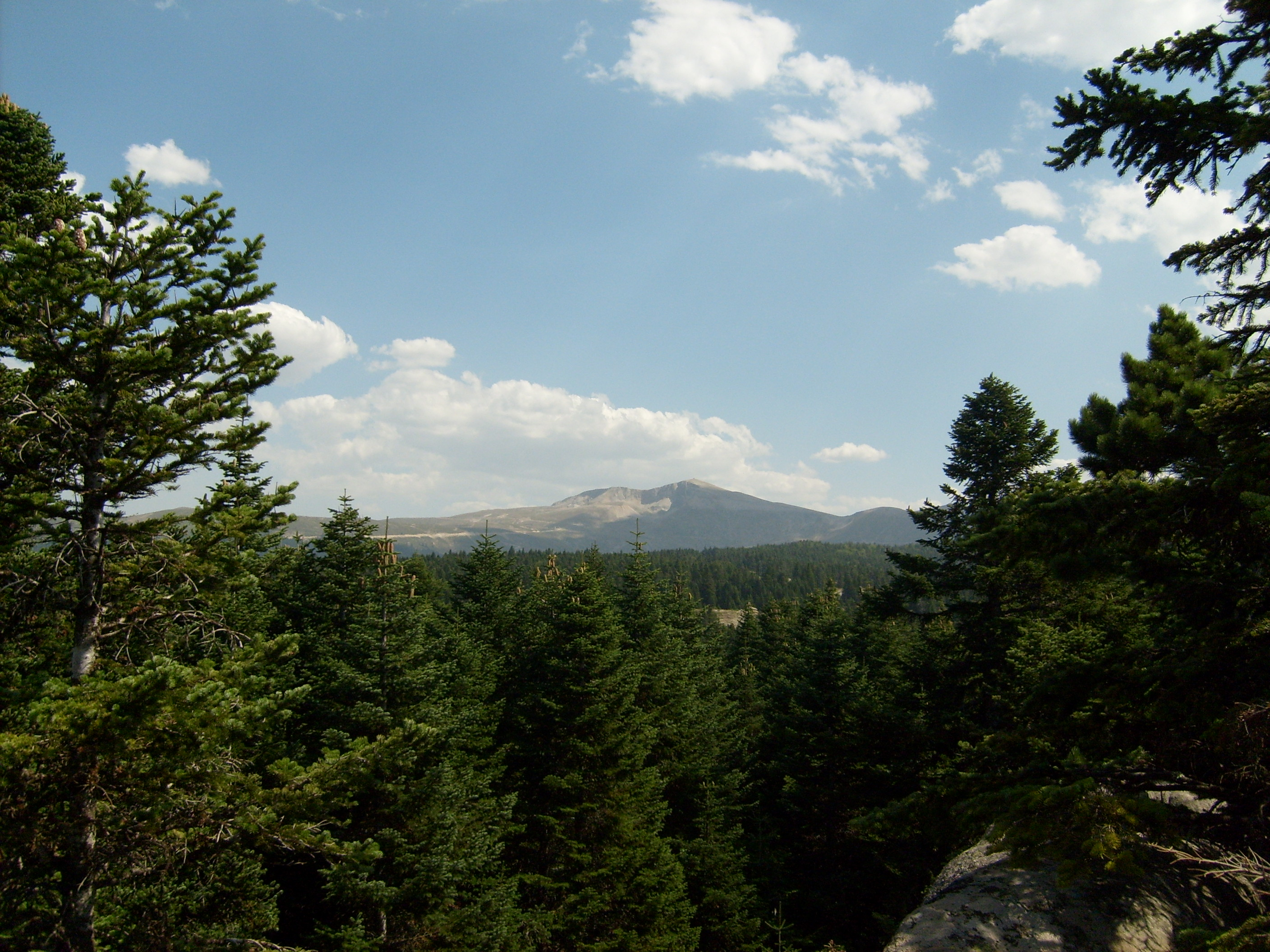
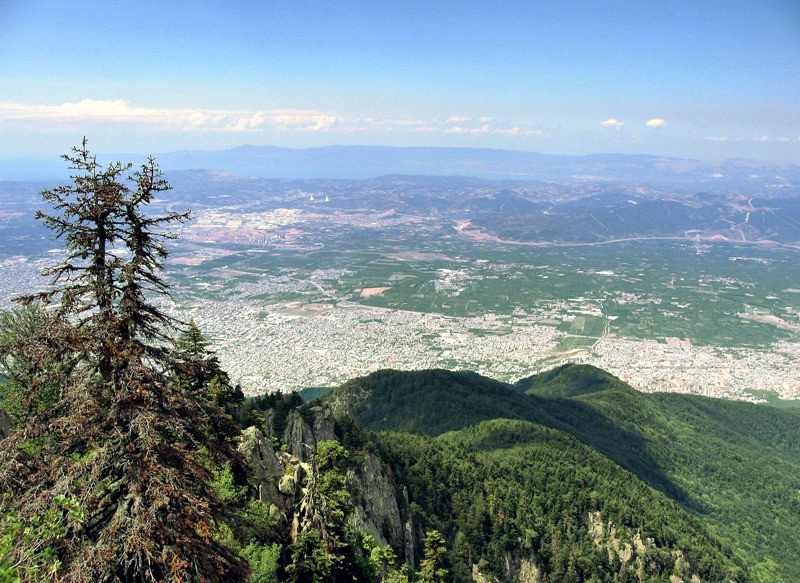

1. ↑  GEOnet Names Server — 2018.